# Halimocnemis
Halimocnemis es un género de plantas fanerógamas  pertenecientes a la familia Amaranthaceae. Comprende 63 especies descritas y de estas, solo 6 aceptadas.

## Descripción
Son hierbas anuales, pubescentes o con largos pelos vellosos, raramente glabras. Tallo erecto, corto, muy ramificado. Hojas carnosas, alternas, lineares, cilíndricas, la punta mucronada, mucrón dehiscente. Flores axilares, solitarias, sésiles, sostenidas por brácteas adpresas. Segmentos del perianto 5, ± oblongos, libres, membranosos cuando son jóvenes, endurecimiento con las frutas y  envolviendo la fruta con partes superiores erectas conniventes, sin alas como apéndices o con forma de alas cortas.  Semillas verticales,  embrión en espiral; endosperma ausente.

## Taxonomía
El género fue descrito por  Carl Anton von Meyer y publicado en Flora Altaica 1: 370, 381. 1829. La especie tipo no ha sido designada.

## Especies aceptadas
A continuación se brinda un listado de las especies del género Halimocnemis aceptadas hasta octubre de 2012, ordenadas alfabéticamente. Para cada una se indica el nombre binomial seguido del autor, abreviado según las convenciones y usos.
- Halimocnemis karelinii Moq.
- Halimocnemis longifolia Bunge
- Halimocnemis macrantha Bunge
- Halimocnemis occulta (Bunge) Hedge
- Halimocnemis sclerosperma (Pall.) C.A.Mey.
- Halimocnemis villosa Kar. & Kir.